# Leone Pellicioli
Leone Pellicioli (Nembro, 15 ottobre 1929 – Piz Roseg, 20 luglio 1958) è stato un alpinista italiano.

## Biografia
Nominato portatore del C.A.I. il 31 marzo 1954, il 10 giugno 1955 viene promosso guida alpina, con una procedura abbreviata rispetto ai tempi usuali per il passaggio di grado. L'anno successivo frequenta un corso di alpinismo nel gruppo del Brenta e ottiene il brevetto di Istruttore Nazionale delle Scuole di Alpinismo.
È stato direttore tecnico della Scuola di Alpinismo Bergamo e dei corsi di sci organizzati dal CAI di Bergamo.
Andava in montagna per soddisfare le sue necessità interiori, disponendosi così ad essere veramente un maestro, come ampiamente riconosciuto dai suoi allievi.
Molto esperto delle tecniche alpinistiche, compì numerose ascensioni nelle Alpi, ma era noto per preferire alle grandi imprese, che erano certamente alla sua portata, l'opera di proselitismo tra i giovani.
Morì colpito da un fulmine mentre si trovava sulla cresta del Piz Roseg (gruppo del Bernina), al termine dell'ascensione della parete nord, stava assicurando la corda alla picozza per recuperare il secondo di cordata.

## Principali ascensioni
Nel seguente elenco sono riportate le salite più significative di Pellicioli sulle Alpi.
- 1948 Cima di Valmora, parete est (via nuova)
- 1948 Presolana occidentale, parete nord, via Scudeletti (prima ripetizione)
- 1949 Monte Bianco, cresta Innominata
- 1949 Masino-Bregaglia, punta Rasica, via Negri
- 1949 Pizzo Badile, spigolo nord; via Cassin, via Molteni
- 1949 Adamello, parete nord
- 1950 Cimon della Bagozza, via Cassin (prima ripetizione)
- 1953 Pizzo Cengalo, via Bonacossa, spigolo Vinci
- 1953 Aiguille Noire de Peuterey, cresta sud, via Ratti-Vitali
- 1954 Presolana orientale, parete sud (via nuova)
- 1954 Sciora di Fuori, spigolo nord ovest, via Simon-Weippert

- 1954 Cima grande di Lavaredo, via Dibona
- 1956 Presolana, via Basili-Fracassi, (prima ripetizione invernale)
- 1956 Presolana occidentale, parete nord, via Esposito-Butta (prima ripetizione)
- 1957 Masino-Bregaglia, punta Allievi, spigolo Gervasutti
- 1957 Catinaccio, via diretta Steger, parete est
- 1957 Dente del Gigante, parete sud, via Burgasser-Leitz
- 1957 Campanile Basso di Brenta, via Preuss, via Fehrmann
- 1958 Lyskamm, parete nord
- 1958 Grigne, Sigaro Dones, via Cassin
- 1958 Piz Roseg, parete nord

## Riconoscimenti
- La Scuola di alpinismo del CAI Bergamo, nata nel 1957, dopo la sua morte venne a lui intitolata, e da allora si chiama "Scuola di Alpinismo Leone Pellicioli";
- Gli è dedicato il Bivacco Pellicioli[2][3], a quota 3.230 metri sull'Ortles-Cevedale. Sempre aperto, si trova su un colle glaciale situato fra la base rocciosa della cresta sud della Cima della Vedretta e la dorsale nord ovest dei Coni di Ghiaccio. Il luogo è molto panoramico, con vista sulla parete ovest dell'Ortles, della Cima di Trafoi  e della Punta Thurwieser;
- Il suo paese natale gli ha intitolato una via nella zona del centro sportivo.